# Likhet inför lagen
Likhet inför lagen (likhetsprincipen) menar att alla individer juridiskt sett är jämlika. Principen innebär att alla är lika inför lagen, och att lika fall skall behandlas lika.  Begreppet ses ofta som en grundläggande princip för demokratiska och civiliserade stater. 
Likhet inför lagen är en mänsklig rättighet. Alla ska hållas lika ansvariga inför lagen och erhålla samma skydd av lagen utan diskriminering, enligt FN:s deklaration om de mänskliga rättigheterna, artikel 7. Även enligt FN:s konvention om civila och politiska rättigheter, artikel 26. Sedan tecknandet av Europeiska unionens stadga om de grundläggande rättigheterna är likhet inför lagen enligt traktaten bindande för svenska myndigheter och domstolar. Sedan tecknandet av Europakonventionen är avsteg från likhet inför lagen i avseenden som berör konventionen att betrakta som konventionsöverträdelser ändå att staten Sverige inte har undertecknat följdprotokoll till Europakonventionen  där konventionen expanderas till att omfatta alla rättigheter som erkänns i nationell lag. 
Undantag från principen innefattar diplomatisk och juridisk immunitet.

## Svensk rätt
I svensk rätt är principen fastlagd i 1 kap. 9 § regeringsformen som lyder ”Domstolar samt förvaltningsmyndigheter och andra som fullgör uppgifter inom den offentliga förvaltningen skall i sin verksamhet beakta allas likhet inför lagen samt iakttaga saklighet och opartiskhet.”

## Europeiska unionsrätten
I den europeiska unionsrätten fastställs likhetsprincipen eller likabehandlingsprincipen i artikel 4.2 i fördraget om Europeiska unionen. Den innebär att unionen ska respektera medlemsstaternas likhet inför fördragen samt deras nationella identitet. 
| ”                                                                    | Unionen ska respektera medlemsstaternas likhet inför fördragen samt deras nationella identitet, som kommer till uttryck i deras politiska och konstitutionella grundstrukturer, inbegripet det lokala och regionala självstyret. Den ska respektera deras väsentliga statliga funktioner, särskilt funktioner vars syfte är att hävda deras territoriella integritet, upprätthålla lag och ordning och skydda den nationella säkerheten. I synnerhet ska den nationella säkerheten också i fortsättningen vara varje medlemsstats eget ansvar. | „ |
| – Artikel 4.2 i EU-fördraget efter Lissabonfördragets ikraftträdande | |   |